# Даниэль Деронда
«Даниэль Деронда» (англ. Daniel Deronda) — роман английской писательницы Джордж Элиот, опубликованный в 1876 году.

## Сюжет
Главная героиня фильма Гвендолен Гарлет выходит за бездушного богача Генли Грандкорта, чтобы спасти свою семью от нищеты. Ей причиняют страдания жизнь с нелюбимым и угрызения совести из-за того, что она лишила шанса на счастье давнюю возлюбленную Грандкорта Лидию Глэшер. Гвендолен подпадает под влияние Даниэля Деронда — юного идеалиста еврейского происхождения. Позже Грандкорт погибает, а Деронда решает жениться не на Гвендолен, а на певице-еврейке Мире, чтобы посвятить себя борьбе за права своего народа.

## Экранизации
По мотивам романа в 1914 году был снят немой фильм «Гвендолин». В 1921 году на экраны вышла картина «Даниэль Деронда».